# Mieczysław Tureniec
Mieczysław Tureniec pseud. Gruby, Karol (ur. 8 listopada 1901 w Kodeńcu, zm. 7 stycznia 1999 w Sztokholmie) – polski działacz komunistyczny. Zastępca kierownika Wydziału Rolnego KC PPR (1945 i 1947–1948), I sekretarz Komitetu Wojewódzkiego (KW) PPR w Warszawie (1946–1947) i I sekretarz KW PPR/PZPR w Białymstoku (1948–1949), poseł na Sejm Ustawodawczy 1947–1952, sekretarz generalny Zarządu Głównego TPRR od 1949.
W 1926 wstąpił do KPP, w której działał do jej rozwiązania w 1938. W latach 1944–1945 był członkiem ZPP, a od kwietnia 1945 PPR. Od października do grudnia 1945 był zastępcą kierownika Wydziału Rolnego KC PPR, następnie od stycznia 1946 do września 1947 – I sekretarzem KW PPR w Warszawie. Od lutego 1947 do listopada 1952 poseł na Sejm Ustawodawczy. Od sierpnia 1947 do marca 1948 ponownie zastępca kierownika Wydziału Rolnego KC PPR, później I sekretarz KW PPR/PZPR w Białymstoku (do września 1949). Później szefował Towarzystwu Przyjaźni Polsko-Radzieckiej.
W 1955 odznaczony Złotym Krzyżem Zasługi.